# Gerichtsbezirk Tannwald
Der Gerichtsbezirk Tannwald (tschechisch: soudní okres Tanvald) war ein dem Bezirksgericht Tannwald unterstehender Gerichtsbezirk im Kronland Böhmen. Er umfasste Gebiete im westlichen Teil Norden Böhmens. Zentrum und Gerichtssitz des Gerichtsbezirks war die Stadt Tannwald (Tanvald). Das Gebiet gehörte seit 1918 zur neu gegründeten Tschechoslowakei und ist seit 1991 Teil der Tschechischen Republik.

## Geschichte
Die ursprüngliche Patrimonialgerichtsbarkeit wurde im Kaisertum Österreich nach den Revolutionsjahren 1848/49 aufgehoben. An ihre Stelle traten die Bezirks-, Landes- und Oberlandesgerichte, die nach den Grundzüge des Justizministers geplant und deren Schaffung am 6. Juli 1849 von Kaiser Franz Joseph I. genehmigt wurde. Der Gerichtsbezirk Tannwald (anfangs auch „Morchenstern“) gehörte zunächst zum Bunzlauer Kreis und umfasste 1854 die acht Katastralgemeinden Albrechtsdorf, Georgenthal, Morchenstern, Polaun, Přichovic, Neidlic, Schumburg und Tannwald. Der Gerichtsbezirk Tannwald bildete im Zuge der Trennung der politischen von der judikativen Verwaltung ab 1868 gemeinsam mit dem Gerichtsbezirk Gablonz an der Neiße (Jablonec nad Nisou) den Bezirk Gablonz an der Neiße.
Im Gerichtsbezirk Tannwald lebten 1869 21.100 Menschen 1900 waren es 29.229 Personen.
Der Gerichtsbezirk Tannwald wies 1910 eine Bevölkerung von 31.682 Personen auf, von denen 28.144 Deutsch (88,8 %) und 3.175 Tschechisch (10,0 %) als Umgangssprache angaben. Im Gerichtsbezirk lebten zudem 363 Anderssprachige oder Staatsfremde.
Durch die Grenzbestimmungen des am 10. September 1919 abgeschlossenen Vertrages von Saint-Germain kam der Gerichtsbezirk Tannwald vollständig zur neugegründeten Tschechoslowakei, wobei die Gerichtseinteilung bis 1938 im Wesentlichen bestehen blieb. Nach dem Münchner Abkommen wurde das Gebiet dem Landkreis Gablonz an der Neiße zugeschlagen. Nach dem Zweiten Weltkrieg gehörte das Gebiet zum Okres Jablonec nad Nisou, dessen Behörden jedoch im Zuge einer Verwaltungsreform 2003 ihre Verwaltungskompetenzen verloren. Diese werden seitdem von den Gemeinden bzw. dem Liberecký kraj, zudem das Gebiet um Tannwald seit Beginn des 21. Jahrhunderts gehört, wahrgenommen.

## Gerichtssprengel
Der Gerichtssprengel umfasste Ende 1914 die acht Gemeinden Albrechtsdorf (Albrechtice), Antoniwald (Antonínov), Dessendorf (Desná), Morchenstern (Smržovka), Polaun (Polubný), Schumburg an der Desse (Šumburk nad Desnou), Stephansruh (Příchovice) und Tannwald (Tanvald).